# تورپین هیلز (اوهایو)
تورپین هیلز، اوهایو (به انگلیسی: Turpin Hills, Ohio) یک منطقهٔ مسکونی در ایالات متحده آمریکا است که در اوهایو واقع شده‌است.

## خصوصیات
تورپین هیلز ۷٫۷ کیلومترمربع مساحت و ۵٬۰۹۹ نفر جمعیت دارد و ۱۹۸ متر بالاتر از سطح دریا واقع شده‌است.